# Pseudactinoposthia sanguineum
Pseudactinoposthia sanguineum är en plattmaskart som först beskrevs av Beklemischev 1915.  Pseudactinoposthia sanguineum ingår i släktet Pseudactinoposthia och familjen Actinoposthiidae. Inga underarter finns listade i Catalogue of Life.